# Arroyo Quebracho
Der Arroyo Quebracho ist ein im Süden Uruguays gelegener Fluss.
Er entspringt auf dem Gebiet des Departamento Canelones wenige Kilometer nördlich der Quelle des Arroyo Tío Diego nahe der Ruta 9.  Von dort fließt er nach Osten und mündet als rechtsseitiger Nebenfluss in den Arroyo Solís Grande.